# Leposavić
Leposavić (en serbi: Лепосавић, /lɛ̌pɔsaʋitɕ/, en albanès: Leposaviqi o Albaniku), és una ciutat i el municipi més septentrional del Districte de Mitrovica de Kosovo. El 2015 tenia una població estimada de 18.600 habitants. El municipi cobreix una àrea de 539 km², sent el cinquè municipi més gran de Kosovo, i està format per la ciutat de Leposavić i 72 pobles.
Forma part de Kosovo del Nord, una regió de majoria ètnica sèrbia, que funciona en gran part de manera autònoma de la resta de Kosovo, de majoria ètnica albanesa. Després de l'Acord de Brussel·les de 2013, s'espera que el municipi passi a formar part de la Comunitat de municipis serbis.

## Assentaments
A part de la ciutat de Leposavić, el municipi inclou els següents pobles:
- Bare
- Belo Brdo
- Beluće
- Berberište
- Bistrica
- Borova
- Borčane
- Brzance
- Vitanoviće
- Vračevo
- Vuča
- Gnježdane
- Gornji Krnjin
- Graničane
- Grkaje
- Guvnište
- Gulije
- Desetak
- Dobrava
- Donje Isevo
- Donji Krnjin
- Dren
- Duboka
- Zabrđe
- Zavrata
- Zemanica
- Zrnosek
- Ibarsko Postenje
- Jarinje
- Jelakce
- Jošanica
- Kajkovo
- Kamenica
- Kijevčiće
- Koporiće
- Kostin Potok
- Košutica
- Košutovo
- Kruševo
- Kruščica
- Kutnje
- Lazine
- Lešak
- Lozno
- Majdevo
- Mekiniće
- Miokoviće
- Mioliće
- Mošnica
- Ostraće
- Plakaonica
- Planinica
- Popovce
- Potkomlje
- Pridvorica
- Rvatska
- Rodelj
- Rucmance
- Seoce
- Slatina
- Sočanica
- Tvrđan
- Trebiće
- Trikose
- Ćirkoviće
- Ulije
- Ceranja
- Crveni
- Crnatovo
- Šaljska Bistrica

## Monuments
El municipi té diversos monuments protegits per la República de Sèrbia com a part de la llista del patrimoni cultural.

### Monestirs
| Nom en serbi ciríl·lic | Lloc     | Estat de conservació |
| ---------------------- | -------- | -------------------- |
| Манастир Врачево       | Vračevo  |                      |
| Манастир Сочаница      | Sočanica |                      |

### Esglésies
| Nom en català                   | Nom en serbi ciríl·lic | Lloc                  | Estat de conservació |
| ------------------------------- | ---------------------- | --------------------- | -------------------- |
| Església de St. Basili d'Ostrog |                        |                       |                      |
| Bo                              | Црква Св. Врача        | Església de St. Vrača | Vračevo              |
| Església de St. Cosme i Damià   |                        |                       |                      |

Ruïnes d'esglésies:
Restes de l'església del cementiri, Vuča, Leposavić
Restes de l'església del cementiri, Graničane, Leposavić
Restes de l'església del cementiri, Donje Jerinje, Leposavić
Restes de l'església del cementiri, Dren, Leposavić
Restes de l'església llatina amb un cementiri, Gornji Krnjin, Leposavić

### Altres
Localitat Església, Vuča, Leposavić
Restes del monestir medieval de St. Constantí i Helena amb la necròpolis, Ibarska Slatina, Leposavić
Restes de l'església del cementiri, Kajkovo, Leposavić
Església del poble, Kamen, Leposavić
Restes de l'església de St. Constantí i Helena, Kamenica, Leposavic
Restes de l'església del cementiri, Ostraće Donje, Leposavić
Restes de l'església del cementiri, Pridvorica, Leposavić
Restes de l'Església de la Decapitació de Sant Joan Baptista, Sočanica, Leposavić
Restes de l'església "Mramor", Ceranska Reka, Leposavić
Localitat Tvrđane, Leposavić, Leposavić
Restes de la torre de guaita turca - Merkez, Ostraće, Leposavić
Vestigis romans del Municipium Dardanorum, Sočanica, Leposavić
Dos búnquers de la Segona Guerra Mundial, Pridvorica, Leposavić
Quatre monuments de la "carrera", Jošanica, Leposavić
Galić, restes d'un antic complex constructiu, Ibarska Slatina, Leposavić

## Galeria d'imatges

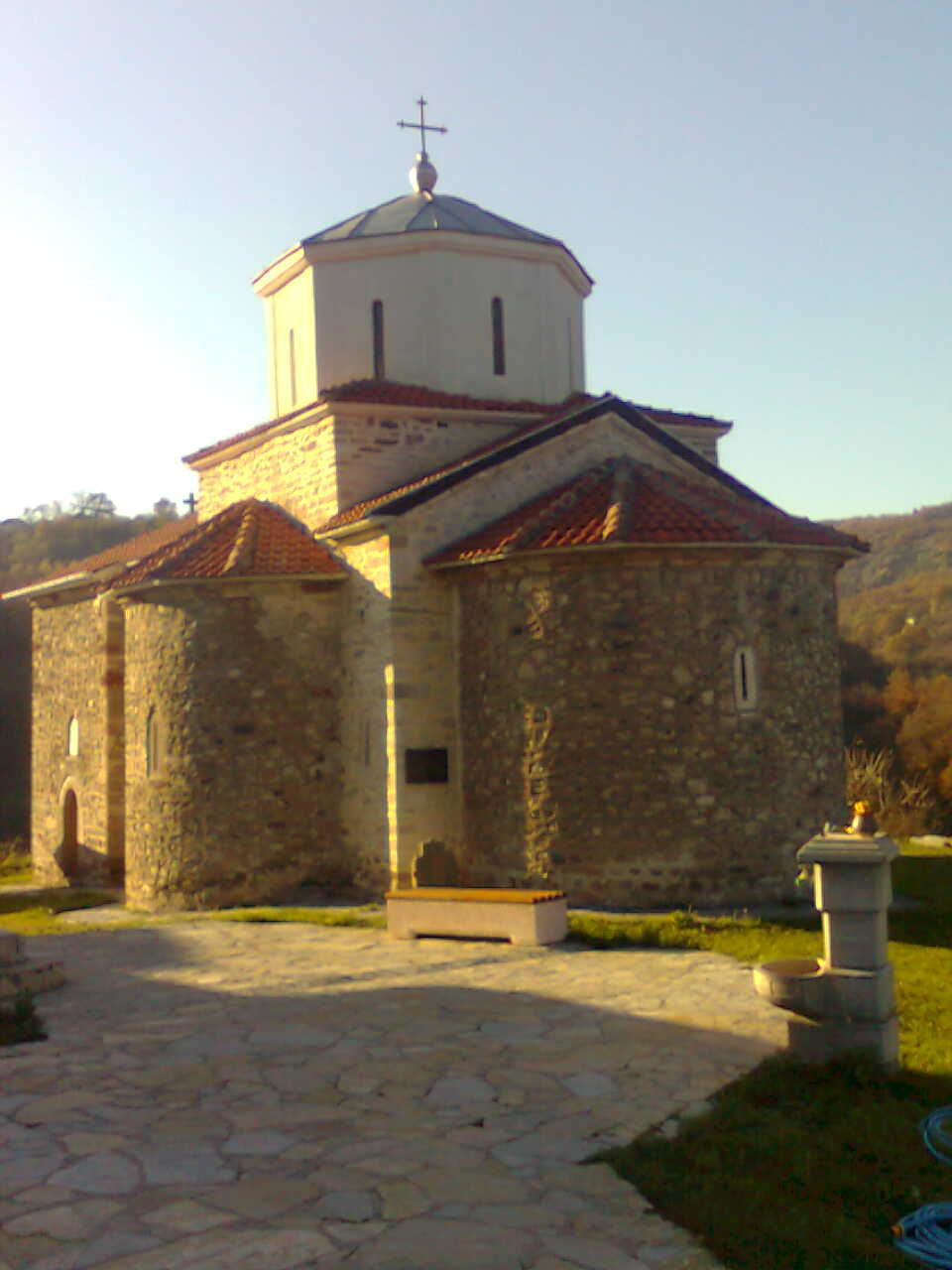
Església de Cosme i Damià
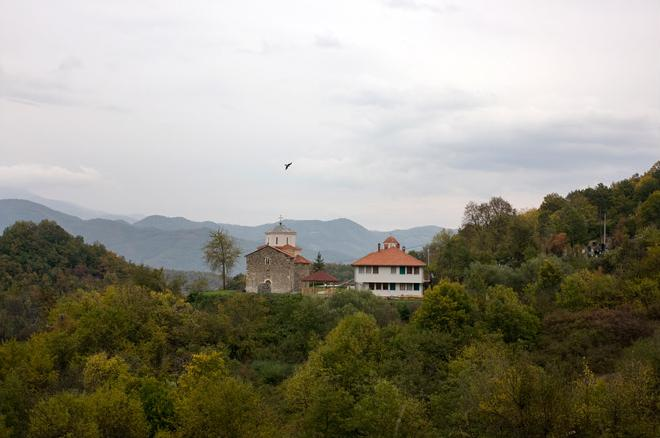
Monestir de Vračevo
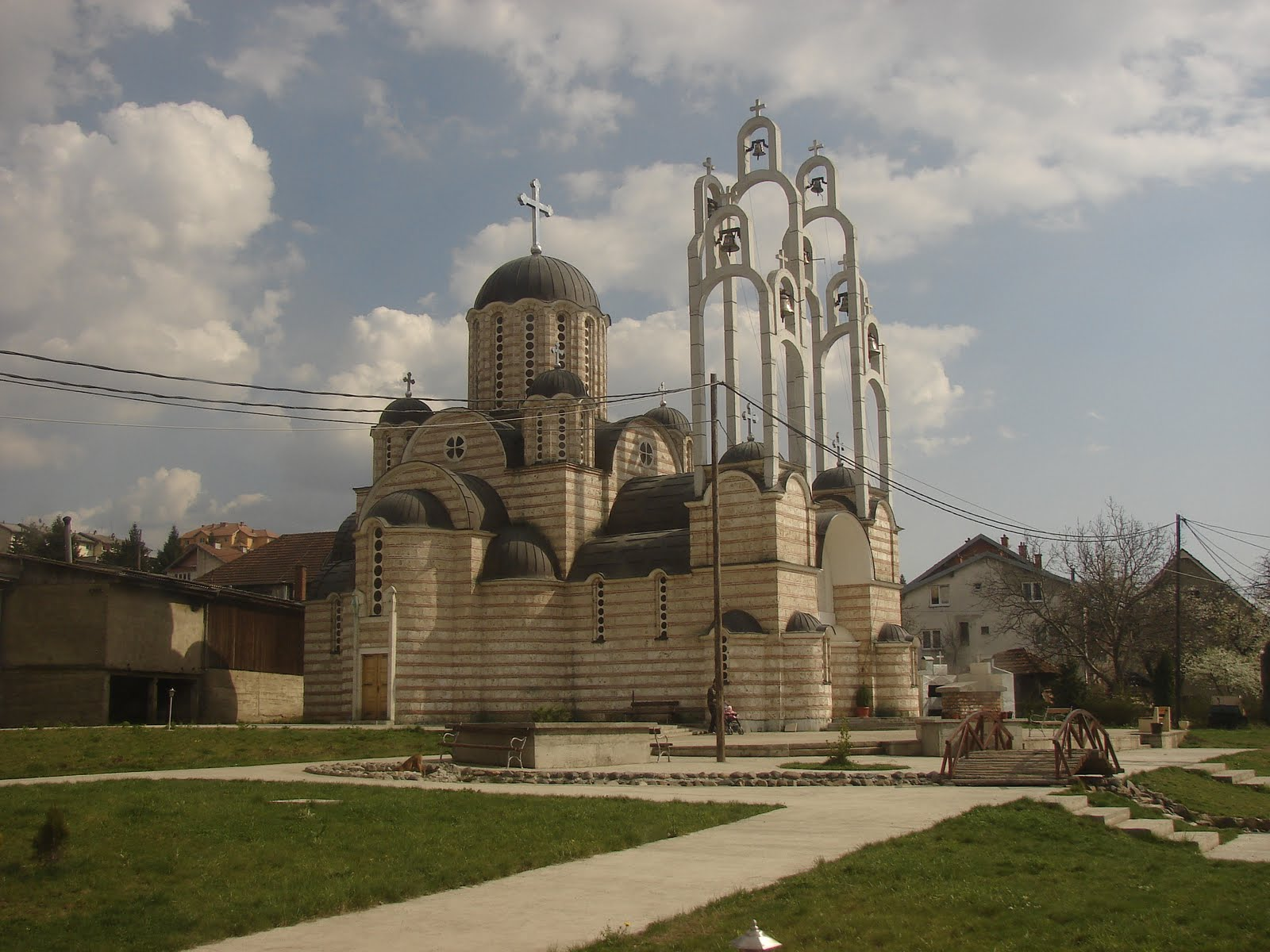
Església de Sant Basili d'Ostrog
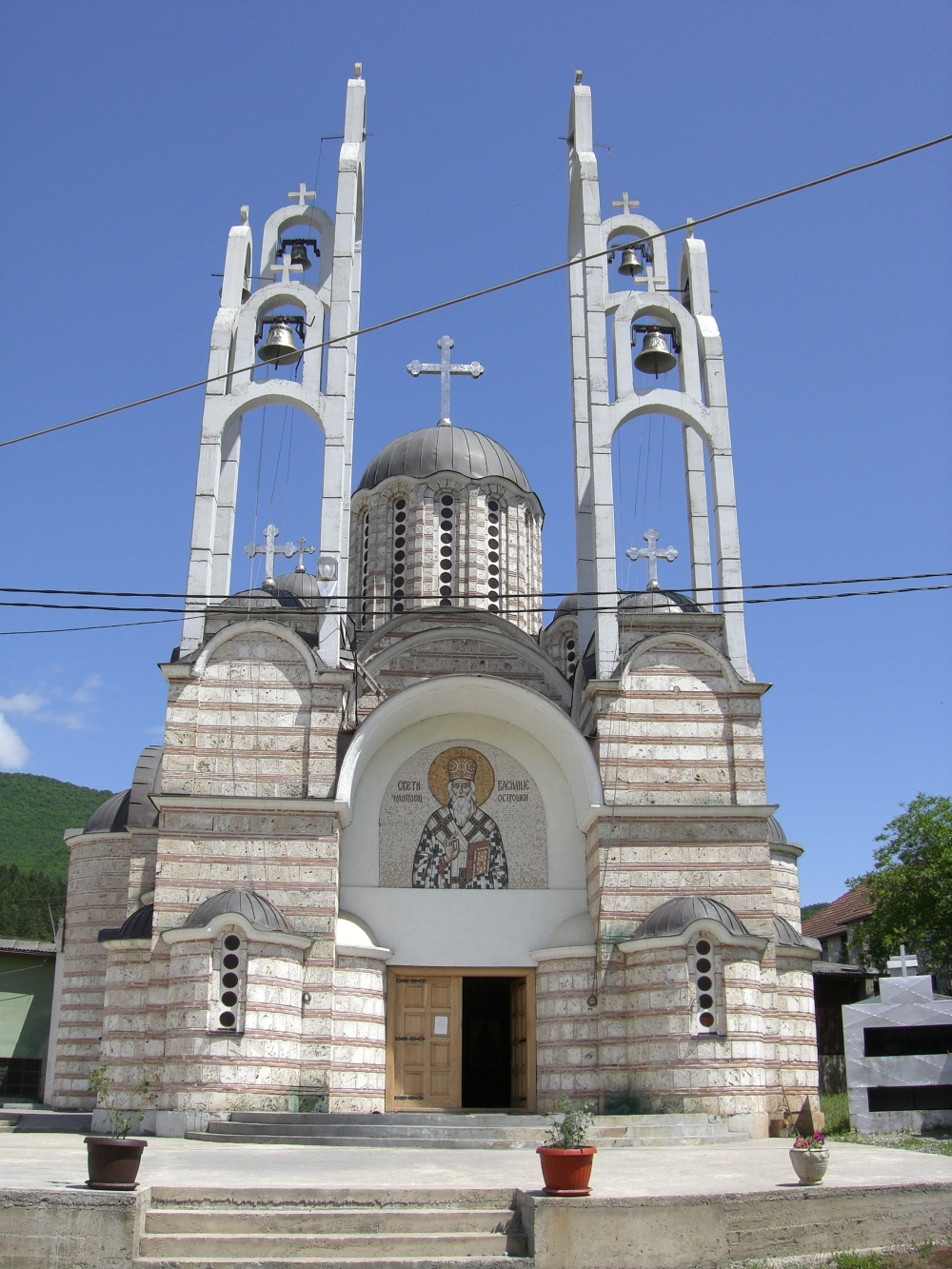
Església de Sant Basili d'Ostrog